# ゲンナジー・ネヴェリスコイ

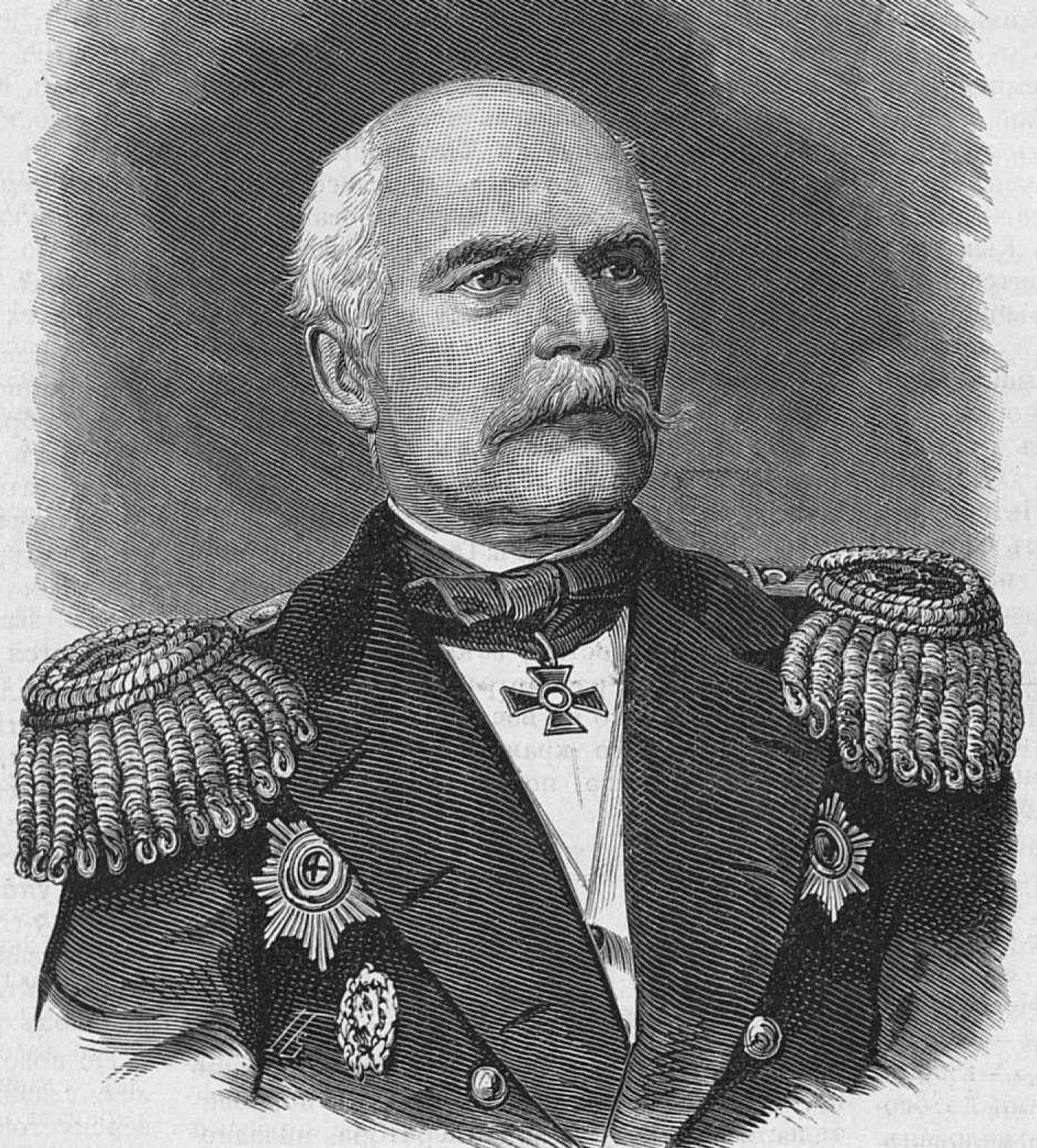
ゲンナジー・ネヴェリスコイ

ゲンナジー・イヴァノヴィチ・ネヴェリスコイ（ゲンナージイ・イヴァーノヴィチ・ネヴェリスコーイ；ロシア語:Геннадий Иванович Невельскойギンナーヂイ・イヴァーナヴィチュ・ニヴィリスコーイ）は、ロシア帝国の航海者、探検家である。1813年12月5日（ユリウス暦11月23日）、現在のコストロマ州ドラキノ（Drakino）で生まれ、1876年4月29日（ユリウス暦4月17日）当時の首都サンクトペテルブルクで死去した。

## 生涯
1848年、海軍軍人だった彼は輸送艦バイカルの艦長として、当時ロシア極東の拠点だったカムチャツカ半島へ物資補給に向かったが、東シベリア総督として極東一帯を管轄していたニコライ・ムラヴィヨフ＝アムールスキーから、当時清の領土であり、まだ地理などがよく知られていなかったアムール川河口周辺の調査を持ちかけられた。ムラヴィヨフは皇帝ニコライ1世に調査を請願し、政府の許可を取り付けた。
ネヴェリスコイはペトロパブロフスク・カムチャツキーを発ち、樺太周辺とアムール川河口で詳細な調査を行い、海峡が船舶通航可能であることを確認した。これに先立つ40年前に間宮林蔵も同じ地域を調査し、樺太（サハリン）が島であることを確認していたが、船舶通航の可能性については、まだ誰にも知られていなかった。樺太とユーラシア大陸の間の海峡（タタール海峡）の最狭部は「ネヴェリスコイ海峡」と名づけられた。
ネヴェリスコイはアムール流域の領有を進めようとするムラヴィヨフと組んで、さらにアムール川を遡り調査を行った。1850年、彼はアムール川河口にニコラエフスク哨所（現在のニコラエフスク・ナ・アムーレ）を設けたほかアムール沿岸や樺太などに哨所を設け、1858年までの間にアムール川を何度も探検した。これらは1858年のアイグン条約によるロシアのアムール川左岸領有に大いに役立った。